# Ilión (Epiro)
Ilión (en griego antiguo: Ἴλιον)) fue una antigua ciudad griega en la antigua región de Epiro. Se la menciona en la Eneida de Virgilio como una fundación de Héleno tras la guerra de Troya en la tierra de los caones, a imagen de su patria, Troya.
Sus ruinas están cerca del pueblo moderno de Despotiko, al noroeste de Ioánina (39°44′11″N 20°33′55″E / 39.73630, 20.56530). Este pueblo se conocía antes como Kretsounista.